# Anna Frithioff
Anna Katarina Elisabet Frithioff (Jönköping, 4 dicembre 1962) è un'ex fondista svedese.

## Biografia
Originaria di Gränna, in Coppa del Mondo ottenne il primo risultato di rilievo, nonché miglior piazzamento in carriera, il 7 marzo 1992 a Funäsdalen (7ª).
In carriera prese parte a un'edizione dei Giochi olimpici invernali, Lillehammer 1994 (17ª nella 5 km, 13ª nella 30 km, 37ª nell'inseguimento, 6ª nella staffetta), e a quattro dei Campionati mondiali, vincendo una medaglia.

## Palmarès

### Mondiali
- 1 medaglia:
  - 1 bronzo (staffetta[1] a Thunder Bay 1995)

### Coppa del Mondo
- Miglior piazzamento in classifica generale: 30ª nel 1992 e nel 1994
- 1 podio (a squadre[2])[3]:
  - 1 terzo posto